# Tomonori Tateishi
Tomonori Tateishi (Japão, 22 de abril de 1974) é um ex-futebolista japonês.